# Церква Святої Тройці (Рохманів)
Церква Святої Трійці в Рохманові — чинна дерев'яна парафіяльна церква в селі Рохманів Кременецького району Тернопільської области збудована в 1730 році. Парафія належить до Шумського благочиння Тернопільської єпархії Православної церкви України.
Оголошена пам'яткою архітектури місцевого значення (охоронний номер 1967).

## Історія церкви
На початку XVII століття в селі існував Троїцький монастир, де в 1619 році Кирило Транквіліон-Ставровецький надрукував «Євангеліє учитєльноє». На цьому ж місці у 1730 році за кошти парафіян та князів Вишневецьких збудували Свято-Троїцьку дерев'яну церкву.
Монастир був православним за життя Раїни Вишневецької. Після її смерті син, Ярема Вишневецький, прийняв католицизм і переслідував православну віру, а його послідовники облаштували церкву в католицькому стилі.
У 60-і роки в храмі служив монах з Почаївської Лаври Саватій, якому допомагав дяк Корній. Пізніше до села прибув молодий священник Василь Козій.
Понад 15 років настоятелем був священник Олег Сірко.

### Перехід з УПЦ МП до УПЦ КП
Існування двох православних громад у селі призвело до конфлікту навколо церкви. До 2005 року храмом користувалася громада УПЦ (МП). Після утворення громади УПЦ Київського патріархату Тернопільська ОДА вирішила передати церкву в спільне користування обом громадам. Однак УПЦ (МП) не погодилася з цим рішенням і оскаржила його в суді.

## Парохи
- о. Павлович,
- о. Панькевич,
- о. Красевич,
- о. Павло Лукомський,
- о. Олексій Дубицький,
- о. Павло Сойка,
- монах Почаївської Лаври Саватій,
- о. Василь Козій,
- о. Олег Сірко,
- о. Богдан Репецький (з 2010).

## Архітектура
Церква дерев'яна тризрубна, до бабинця прибудовано рівношироку дерев'яну двоярусну дзвіницю. 